# Andrena fulva
Andrena fulva là một loài ong trong họ Andrenidae. Loài này được Müller miêu tả khoa học đầu tiên năm 1766.